# Hr.Ms. Rindjani (1941)
De Hr.Ms. Rinjani was een hulppolitiekruiser die in 1941 werd omgebouwd tot hulpmijnenveger en werd toegevoegd aan de Divisie Mijnenvegers IV onder commando van LTZ 2 J.J.C. Korthals Altes als Hulpmijnenveger 11 (HMV 11) met als basis Soerabaja. Oorspronkelijk gebouwd om kleine hoeveelheden goederen of kleine aantallen personen te vervoeren tussen de verschillende eilanden van de Indonesische archipel.
In 1941 werd het schip door LTZ 3 H. Jedeloo in dienst gesteld als patrouillevaartuig bij de zee- en kustbewakingsdienst in station Bandjarmasin, Zuid-Borneo.
In december 1949 werd de Rinjani overgedragen aan Indonesië.